# Gangster

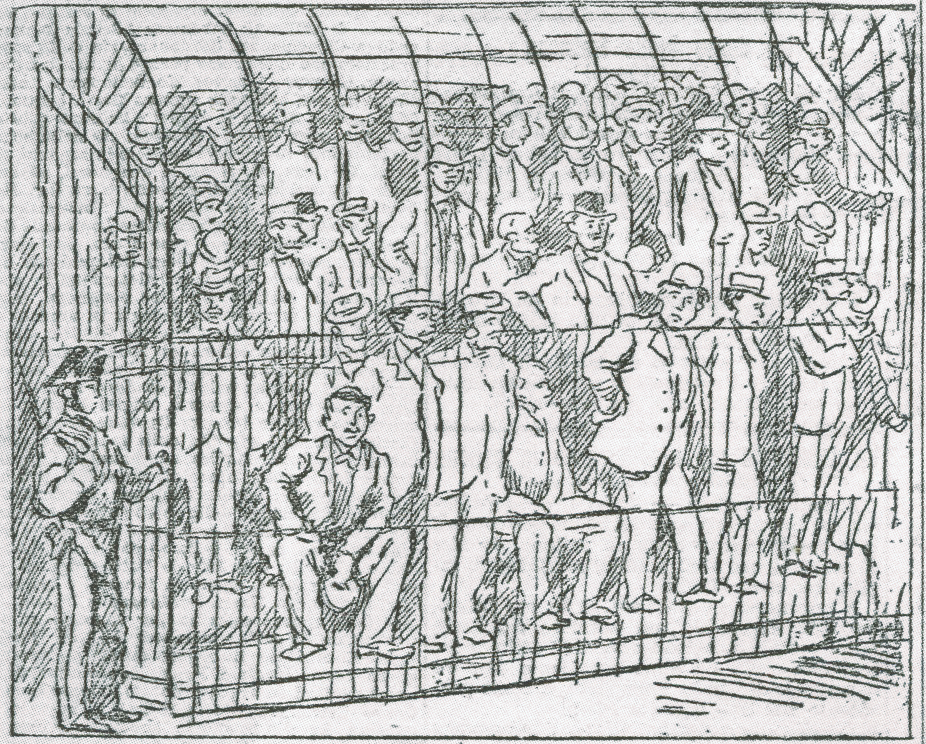
Schizzo del maxi processo del 1901 di sospetti mafiosi a Palermo.

Con il termine gangster si identifica un membro di un'organizzazione criminale, generalmente di bande organizzate o anche di stampo mafioso.
I gangster sono delinquenti organizzati che hanno la propria occupazione in attività o imprese criminali. Il termine è molto diffuso soprattutto negli Stati Uniti d'America, dove indica i membri di una banda criminale organizzata, ossia gang.

## Storia

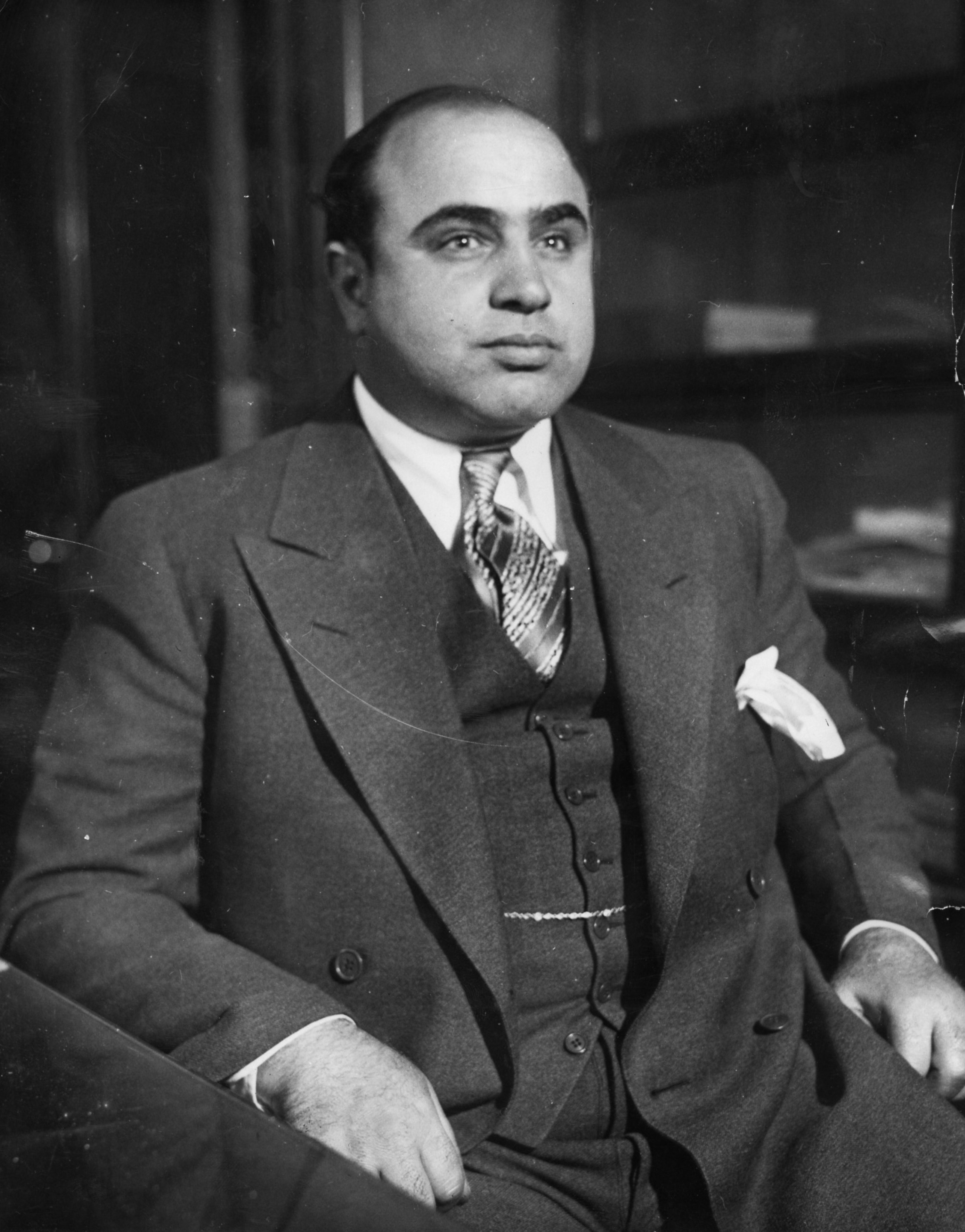
Al Capone, il ganster più noto del traffico di alcolici durante il proibizionismo

La maggior parte dei gangster degli Stati Uniti era in attività verso la fine dell'XIX e durante il secolo successivo. A causa della cultura multirazziale dell'America settentrionale, c'è una grande varietà di gang. Ai primi gangster statunitensi, si affiancarono quelle gangs originarie dall'Italia, grazie alla grande emigrazione, soprattutto dall'Italia meridionale, ed ebbero un grande impatto sociale in alcune aree degli Stati Uniti, specialmente a Chicago e New York, dove cosa nostra statunitense è ancora la più potente organizzazione criminale.
Anche cosa nostra cominciò a espandersi negli Stati Uniti dagli albori del XX secolo, originando il fenomeno della Mano Nera, e crebbe a causa del periodo del proibizionismo e per la sua attività nel traffico illegale di alcool. Fu durante questo periodo che lottò con le esistenti organizzazioni criminali Irlandesi-americane per il controllo del traffico criminale in America. Numerosi "uomini d'onore", come gli aderenti alla Mafia si definiscono, giunsero negli Stati Uniti durante le persecuzioni di Benito Mussolini, che si concretizzarono nella persona di Cesare Mori, il "Prefetto di Ferro", inviato in Sicilia con l'incarico di rafforzare l'autorità del Fascismo, a dispetto del potere di molti padrini mafiosi.

## Settori d'attività
I gangster gestiscono affari che offrono un prodotto o un servizio, più o meno richiesto benché illegale. Per esempio durante l'era del Proibizionismo negli Stati Uniti, i gangster monopolizzarono effettivamente il commercio di alcool. Negli anni cinquanta del novecento, fecero lo stesso per il gioco d'azzardo. Spesso controllano il traffico di stupefacenti e si occupano di prostituzione.
In altri casi i gangster si occupano di estorsione e usano l'intimidazione e la corruzione per influenzare il mondo dei sindacati. Spesso i gangster tentano di manipolare il corretto funzionamento delle istituzioni, come processi ed elezioni, attraverso corruzione e intimidazione.

## Impatto culturale

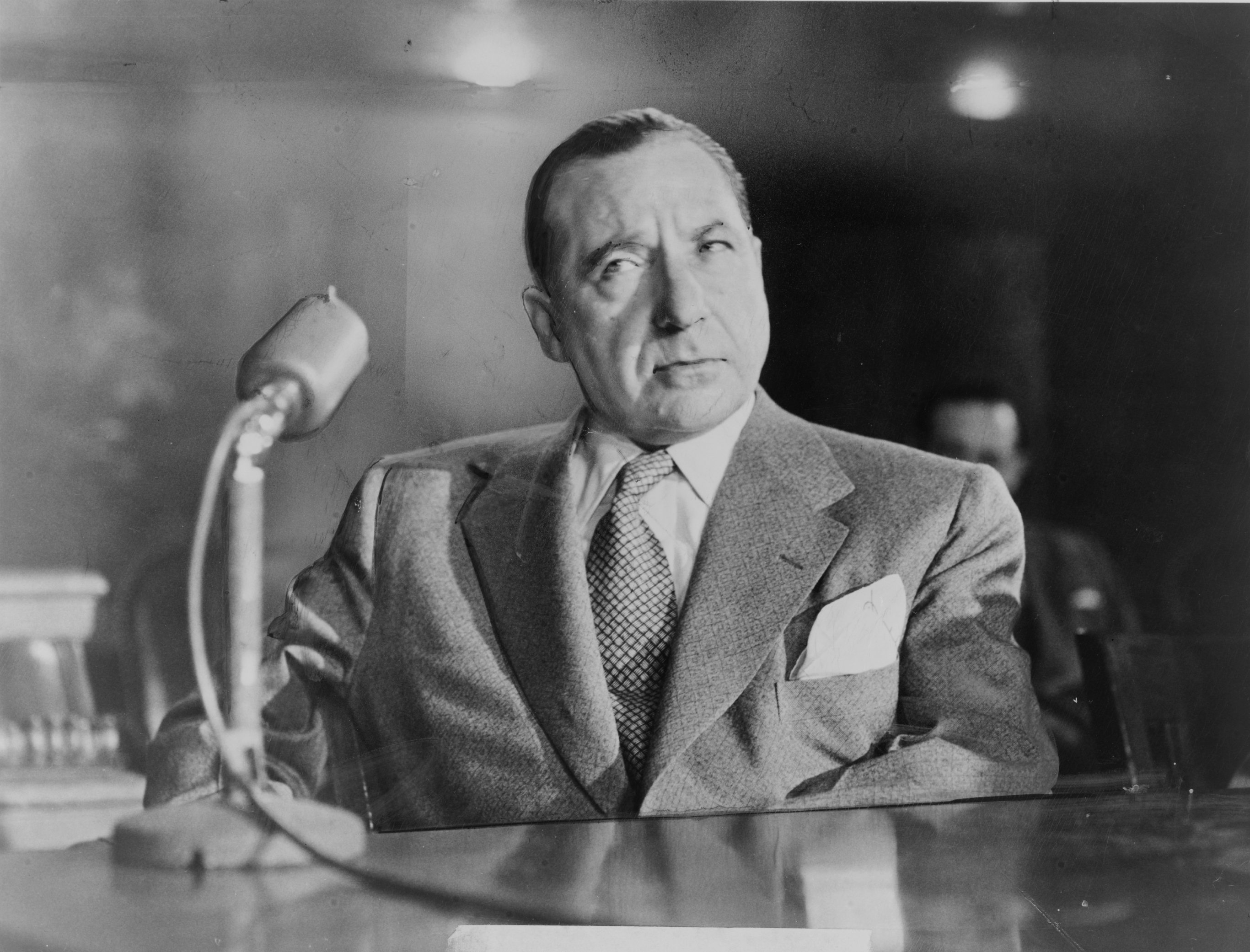
Il gangster italo-americano Frank Costello testimonia davanti al Comitato Kefauver, durante un'indagine sulla criminalità organizzata.

Recentemente uno storpiamento del termine, "gangsta", si è associato al gangsta rap. I testi di questo genere sono spesso basati sul vivere stili di vita "gang-related", e possono essere descritti in modo realistico, rude, o "da cartone animato". I membri comuni di una gang di strada si chiamano anche "gangster" o "G". Essere "gangsta" può essere anche un sinonimo per essere senza scrupoli, spietati, killer.
Negli Stati Uniti d'America dei giorni nostri, specialmente tra le comunità nere, "gangsta" è usato per chiamare un amico o compagno nello slang, specialmente chi abbia una reputazione "da strada". Individui del genere sono spesso chiamati semplicemente "G", soprattutto nello stato della California. La terminologia nacque nell'uso frequente dell'iniziale del termine diffusasi nei penitenziari statunitensi in guisa tale da nascondere il contenuto della conversazione ai secondini, ma successivamente resasi popolare nei testi e nei nomi di numerosi artisti commerciali di grande successo nonché underground, com'è il caso di "Master Gee" della Sugar Hill Gang.
Ci sono differenti gradi di "G". Vale a dire "Young G", "G", "OG" (quest'ultimo sta per "Old/Original Gangster"). Per ottenere un grado più alto è necessario accrescere la propria credibilità. Normalmente per farlo bisogna essere coinvolti in numerose attività criminali. I gangsta compiono azioni criminose, fra cui, rapine, attacchi a furgoni blindati, omicidi, e chiunque abbia una reputazione all'interno di questi ghetti, ossia principalmente, quartieri gangsta, diventa ricco con il traffico di droga e prostituzione.

## Gangster famosi

### Messico
- El Chapo

### Stati Uniti d'America
- Paul Kelly
- Al Capone
- Johnny Torrio
- John Alite
- Bugs Moran
- George R. Kelly
- Barry Mills
- Larry Hoover
- Johnny Dio
- Jeff Fort
- Luis "Huero Buff" Flores
- Joe "Pegleg" Morgan
- Raymond Washington
- Stanley "Tookie" Williams
- David Barksdale
- Luis Felipe
- John Dillinger
- Bonnie e Clyde
- Frank Lucas
- Meyer Lansky
- Baby Face Nelson
- Charles Arthur Floyd
- Mickey Cohen
- Little Affo "Boccacucita"
- James Bulger

### Colombia
- Pablo Escobar

### Inghilterra
- Gemelli Kray

### Italia
- Raffaele Cutolo
- Paolo Di Lauro
- Renato Vallanzasca
- Francis Turatello
- Felice Maniero
- Salvatore Riina
- Matteo Messina Denaro
- Leoluca Bagarella
- Calogero Bagarella
- Giuseppe Greco
- Gaetano Badalamenti
- Tommaso Buscetta
- Salvatore Maranzano
- Benedetto Santapaola
- Gaspare Mutolo
- Rosario Riccobono
- Giuseppe Graviano
- John Gambino
- Lucky Luciano

## Libri dove compaiono gangster
- Il padrino di Mario Puzo;
- L'ultimo padrino di Mario Puzo;
- Casino: Love and Honor in Las Vegas di Nicholas Pileggi;
- Il socio di John Grisham;
- Gente di rispetto di Giuseppe Fava;
- Romanzo criminale di Giancarlo De Cataldo

## Filmografia
- Il padrino di Francis Ford Coppola;
- Il padrino - Parte II di Francis Ford Coppola;
- Il padrino - Parte III di Francis Ford Coppola;
- Scarface - Lo sfregiato di Howard Hawks, ispirato alle gesta di Al Capone;
- Scarface di Brian De Palma, ispirato alla precedente pellicola di Howard Hawks;
- Gli intoccabili di Brian De Palma;
- Casinò di Martin Scorsese;
- Il socio di Sydney Pollack;
- The Departed di Martin Scorsese;
- American Gangster di Ridley Scott;
- Quei bravi ragazzi di Martin Scorsese;
- Bronx di Robert De Niro;
- Carlito's Way di Brian De Palma;
- Donnie Brasco di Mike Newell;
- The Irishman di Martin Scorsese;
- Hana-bi - Fiori di fuoco di Takeshi Kitano
- Brother di Takeshi Kitano;
- Romeo deve morire di Andrzej Bartkowiak;
- Pulp Fiction di Quentin Tarantino;
- Le iene di Quentin Tarantino;
- Slevin - Patto criminale di Paul McGuigan;
- Get Shorty di Barry Sonnenfeld;
- Be Cool di F. Gary Gray;
- Paid in Full di Charles Stone III;
- Giustizia a tutti i costi di John Flynn;
- Cuba libre - La notte del giudizio di Stephen Hopkins;
- Romanzo Criminale di Michele Placido;
- Vallanzasca - Gli angeli del male di Michele Placido;
- Lansky - Un cervello al servizio della mafia di John McNaughton;
- Piccolo Cesare di Mervyn LeRoy;
- C'era una volta in America di Sergio Leone;
- La furia umana di Raoul Walsh;
- Crocevia della morte di Joel ed Ethan Coen;
- Nemico pubblico - Public Enemies di Michael Mann;
- Outrage, di Takeshi Kitano;
- Outrage Beyond di Takeshi Kitano;
- Outrage Coda di Takeshi Kitano;
- Suburra di Stefano Sollima;
- Adagio di Stefano Sollima